# Cores (filme)
Cores é um filme brasileiro de 2013, do gênero drama, dirigido por Francisco Garcia.
O roteiro de Gabriel Campos e do próprio Francisco Garcia conta a história de três amigos, Lucas, Luis e Luara, que vivem em São Paulo e enfrentam as dificuldades individuais e coletivas num momento de ascensão econômica do Brasil.
O filme ganhou o Prêmio ABC de 2014 na categoria Melhor Direção de Fotografia para Longa-Metragem. Lançado em apenas cinco salas de cinema, foi assistido por 2.356 espectadores no circuito comercial.

## Elenco
- Acauã Sol (Luis)
- Ana Carbatti (Dona Lena)
- Guilherme Leme (Roger)
- Maria Célia Camargo (Dona Marlene)
- Pedro Di Pietro (Luca)
- Simone Iliesco (Luara)
- Tonico Pereira (Nicolau)[5].
- Marcelo Rafael (Policial)